# Rasskazovo
Rasskazovo (en russe : Рассказово) est une ville de l'oblast de Tambov, en Russie. Sa population s'élevait à 42 679 habitants en 2020.

## Géographie
Rasskazovo est arrosée par la rivière Lesnoï Tambov, un affluent de la Tsna, et se trouve à son point de confluence avec l'Arjenka. Elle est située à 30 km au sud de Tambov. 

## Histoire
Un village fut fondé en 1698 et emprunta son nom au premier habitant, Stepan Rasskazov, né à Morchansk.
Du XVIIIe au début du XXe siècle, Rasskazovo était connue pour ses fabrications artisanales de bas tricotés, de peaux apprêtées, de bougies et de savon. En 1753, une usine de tissu fut construite et plus tard une teinturerie. Rasskazovo reçut le statut de ville en 1926.
Rasskazovo est devenue une cité industrielle satellite de Tambov.

## Population
Au cours des années 1990, la situation démographique de Morchansk s'est gravement détériorée. En 2001, le solde naturel accusait un inquiétant déficit de 9,2 pour mille, avec un faible taux de natalité (7,9 pour mille), et un taux de mortalité très élevé (17,1 pour mille).
Recensements ou estimations de la population
| 1897*  | 1926*  | 1939*  | 1959*  | 1970*  | 1979*  |
| ------ | ------ | ------ | ------ | ------ | ------ |
| 12 000 | 25 168 | 30 070 | 33 785 | 40 038 | 43 585 |

| 1989*  | 2002*  | 2010*  | 2012   | 2013   | 2014   |
| ------ | ------ | ------ | ------ | ------ | ------ |
| 49 058 | 46 516 | 45 484 | 45 138 | 44 996 | 44 928 |

| 2015   | 2016   | 2017   | 2018   | 2019   | 2020   |
| ------ | ------ | ------ | ------ | ------ | ------ |
| 44 760 | 44 180 | 43 758 | 43 330 | 42 767 | 42 679 |

## Économie
L'usine de volaille Arjenka a mis au point ici la sélection d'une race industrielle d'oie domestique, la grande oie grise de Russie.
Les principales entreprises industrielles de Rasskazovo appartiennent au secteur du textile et de l'habillement :
- AOOT Rasskazovski trikotaj (en russe : АООТ "Рассказовский трикотаж") : vêtements tricotés et sous-vêtements.
- OAO Tekstilnaïa firma Arjenka (en russe : ОАО "Текстильная фирма 'Арженка'") : tissage de laine.